# Fronteras de la ley
Fronteras de la ley es una película argentina en blanco y negro dirigida por Isidoro Navarro según su propio guion que se estrenó el 4 de abril de 1941 y que tuvo como protagonistas a Manuel Alcón, Rosita Crosa, Enrique Cárbel y María de la Fuente.

## Reparto
- Manuel Alcón
- Rosita Crosa
- Enrique Cárbel
- María de la Fuente
- Víctor Eiras
- Enrique García Satur
- Juan Sarcione
- Enrique Zingoni
- Rosita Crosa
- Warly Ceriani